# Tell Your Friends
Tell Your Friends est une chanson du chanteur canadien The Weeknd, apparaissant sur l'album Beauty Behind the Madness, sortie le 24 août 2015 sous les labels XO et Republic Records. Le single promotionnel, composé et produit par le rappeur américain Kanye West, comprend des sample de Can't Stop Loving You du chanteur Soul Dog, sortie en 1976. 

## Clip
Le clip est sorti le 24 août 2015 et est produit par Grant Singer. A la fin du clip, on peut y entendre un extrait de la chanson Real Life du chanteur,.

## Classement
| Classement                  | Pays        | Position | Référence |
| --------------------------- | ----------- | -------- | --------- |
| Canadian Hot 100            | Canada      | 44       | [ 5 ]     |
| Hot R&B/Hip-Hop Songs       | États-Unis  | 19       | [ 6 ]     |
| Billboard Hot 100           | États-Unis  | 54       | [ 7 ]     |
| The Official Charts Company | Royaume-Uni | 74       | [ 8 ]     |
| Sverigetopplistan           | Suède       | 100      | [ 9 ]     |

## Certification
| Certification | Pays       | Unités    | Référence |
| ------------- | ---------- | --------- | --------- |
| Platine       | États-Unis | 1 000 000 | [ 10 ]    |